# サタデー&サンデー・エクスプレス
『サタデーエクスプレス』(SATURDAY EXPRESS)とは、FM AICHIで2002年3月30日から2015年3月29日まで毎週土曜日の朝に放送されていた情報番組。
『サンデーエクスプレス』(SUNDAY EXPRESS)とは、FM AICHIで2004年4月4日から2009年12月20日および2011年4月3日から2015年3月29日まで毎週日曜日の朝に放送していた情報番組。また、2010年4月4日から2011年3月27日までは「サンデースポーツエクスプレス」として放送していた。
番組の初代パーソナリティが同一人物（内藤聡）である為、ウィキペディア日本語版では『サタデー&サンデーエクスプレス』として一つの項目で説明する。
土曜版は2015年3月28日、日曜版は3月29日をもってFM AICHI2015年の情報番組大改編に伴い、両番組ともに13年間の歴史に幕を降ろし、終了した。
また、この番組をもってFM AICHIは日曜日の情報番組の放送を終了し、音楽番組やトーク番組を重視とする番組編成になった。

## 概要
JFN系列のFM局において、土曜や日曜の番組はTOKYO FMまたはJFNC発の番組がネットで流され、週末のイメージとして「ゆったりとした雰囲気の曲選」「芸能人DJ」を柱としてそこに週末情報とリスナーからのメッセージを織り込むことが多かった。
FM AICHIは元々自社制作能力が高いためこれらはネットせず、自社制作の番組を放送してきた。
- 土曜は「グリーンシャワー〜あなたの朝に〜」「スターティングアップウィークエンド」
- 日曜は「夏緒の“まるごと”モーニング」

がその例である。

ただし、日曜に関しては「原田知世 Euro Cafe」や「私の朝」といったネット番組を放送したことはあった。
その中で「サタデーエクスプレス」「サンデーエクスプレス」は成り立ちや番組の内容は違えど、後述するようにそれまでの形を打ち破ることで人気を博し、FM AICHIの各番組の中では長い間人気を得ることになる。

## 放送時間
- サタデーエクスプレス
  - 2002年3月30日から2014年9月27日まで 土曜 6:30 - 8:30
  - 2014年10月4日から2015年3月28日まで 土曜 6:00 - 8:00
- サンデーエクスプレス
  - 2004年4月4日から2014年9月28日まで 日曜 6:30 - 8:30
  - 2014年10月5日から2015年3月29日まで 日曜 6:30 - 7:30

## パーソナリティの変遷
- サタデーエクスプレス
  - 2002年3月30日〜2005年3月 - 内藤聡
  - 2005年4月〜2006年3月 - 小嶋晶子
  - 2006年4月〜2007年3月 - 夏木唯子（第1回FM AICHI パーソナリティ・コンテスト準グランプリ）
  - 2007年4月〜2008年3月 - 田口悠子
  - 2008年4月〜2010年3月 - 野呂夕貴
  - 2010年4月〜2012年3月 - 川道良明
  - 2012年4月〜2014年3月 - みぃ
  - 2014年4月〜2015年3月28日 - 佐井祐里奈
- サンデーエクスプレス
  - 2004年4月4日〜2005年3月 - 内藤聡
  - 2005年4月〜2007年3月 - 長谷川巧
  - 2007年4月〜2008年3月 - 武山宗憲（第2回FM AICHI パーソナリティ・コンテストグランプリ）
  - 2008年4月〜2009年3月 - 平松伴康
  - 2009年4月〜2009年12月 - 渡邊修
  - 2011年4月〜2012年3月 - 内藤聡
  - 2012年4月〜2014年3月 - DJ Min
  - 2014年4月〜2015年3月29日 - 佐井祐里奈
- サンデースポーツエクスプレス
  - 2010年4月6日〜 2011年3月27日 - 東條裕（FM AICHIアナウンサー）

## 内藤聡時代
前述通り、JFN系列のFM局では、東京発の番組がネットで流され、週末のイメージとしてゆったりとした雰囲気の曲選がされていて、なおかつ芸能人DJが多いのが定番と化していたのだが、このサタデーエクスプレスの登場で内藤本人のキャラクターに加え、最新のヒットナンバーはもちろん、90年代や80年代の洋邦、懐メロから演歌に至るまで、『局にある曲なら何でもかけます』をコンセプトにしていた結果、相当数のリスナーを獲得し、聴取率調査でFM AICHIがZIP-FMなどの在名局を抑えてトップになる原動力となる。
内藤本人からの告白では本来は『落ち着いた、アーバンチックな番組をやるつもりだった』との事だったのだが、ある日アイドルグループTOKIOのリクエストに対して、当時のADが沢田研二のヒット曲『TOKIO』を持ってきてしまい、やむなく『こちらが見つかりました！』とばかりに放送で流したのがきっかけで、内藤本人だけでなく本来は裏方さんであるディレクターやADまでもコミカルなキャラクターを番組で演出していく事になる。
結果的にこのミスと、スタッフはもちろんリスナーまでをも『サタエクチーム』と連係を重視し、従来から『FM番組』の持つハードルが高いイメージを崩すことで、サタエクは週末の怪物番組へと化けていく事になる。
かつてリスナーからの投稿で『FM番組らしくない』とか『昭和の匂いのする番組だった』と評されていたのは、ある意味FM AICHI内では革命的な番組で、それだけ今までの番組が『ハードルが高かった』事を意味しているのかもしれない。実際に、番組内で流れる日本道路交通情報センター監修の道路情報を伝えるオペレーターの人ともクロストークを展開するなど、懐の深い内容でかつて無い番組作りを見せ、リスナーの中には番組のコーナーはもとよりクロストークを楽しみにしている人もいたくらいだった。
サタエクでの成功を見て、FM AICHIは日曜日の朝にも独自の情報番組枠を組み、サンデーエクスプレスという番組をスタートさせる。
同じ『エクスプレス』の名前を冠した為に、当初はリスナーも『土曜日の放送時間に間に合わなかった内容』の投稿が有ったりして、土曜日とは全く違った内容にするのに苦心していたようだ。
初期の頃から、内藤が柔らかくも『土曜日の番組の方にお送りください』とアピールしていたのが功を奏したのか、少しずつでは有るがリスナーに別物としての番組が浸透していったようだ。
しかし、サタエクでの内藤の個性の強さ、また、内藤自身が『別物』を強く意識しすぎたためか、サンエクはサタエクほどのブレーク感は強くなかったように思えたが、日曜日の従前の番組には無かった存在感は十分に発揮していたと思われ、成功したと言ってもいいだろう。
なお、2006年8月からPodcastを使って自主制作ながら約20分程度の録音放送を行っている。iTunesなどのフリーソフトを持っていれば聞くことができる。

## パーソナリティ交替後〜番組終了
その後内藤は平日の同時間帯番組「モーニンググルーヴ」（月曜〜金曜6:00〜9:00）に移動し（2008年からは平日夜の番組「エンタメコング」を担当）この枠はパーソナリティがほぼ一年周期で変わるようになってしまった（長谷川・野呂の2名は除く）。
さらに、2007年度頃から頻繁に放送時間が変更されるようになった（TFM製作の東名阪ネット番組のネットをはさんでの2部制などもとられた。2012年4月現在は土日ともにネット番組は入っていない）。
2009年度はサタエクは開始当初の時間に落ち着いているが、サンエクは放送時間が1時間に短縮された後、2009年12月に終了したが、2010年4月に開始した『サンデー・スポーツ・エクスプレス』（後述）を経て、2011年4月から再開。内藤聡が担当し、2012年4月からは日曜枠では初の女性パーソナリティとなるDJ Minが担当している。
なお2012年4月の一週目までは7:00から8:55までの放送だったが、二週目からは6:30から8:30となった（6:30 - 7:00に放送されていた『Sound Map アルカミニイト』終了に伴う）。

DJ Min曰く、『サタエク』のみぃと合わせて〝週末特急姉妹〟と名乗っている。
2014年3月をもってみぃ＆Minが卒業。4月からは『サタエク』『サンエク』の両方を佐井祐里奈（フリーアナウンサー）が担当、2005年3月以来9年ぶりに土日を同じDJが務めている。

同時に、2014年4月より内閣広報番組「Weekly ニッポン!!」（TFM製作、DJ:井門宗之）が日曜7:45 - 8:00に内包されている。
10月から『サタエク』は30分、『サンエク』は60分放送時間が短縮された。
2015年4月1日よりFM AICHIが@-FMとして生まれ変わるために行われる2015年の情報番組の大改編で、2015年3月最後の土日(28・29日)の放送をもって放送が終了した。@-FMになるための改編が週末の情報番組にも及んだもので『サタエク』は13年、『サンエク』は（休止期間や後述のスポーツエクスプレスを含めて）11年の長い歴史に終止符を打った。

土曜は『サタエク』初代DJの内藤聡が担当する『SATURDAY!』となるが、日曜は再び自社制作の情報番組から撤退した。

### サンデースポーツエクスプレス
2010年4月からは、『サンデースポーツエクスプレス』としてリニューアルする形で再スタート（放送時間は7:30 - 8:30）を切り、2011年3月まで放送していた。
内容は、中日ドラゴンズ・名古屋グランパスや競馬などスポーツ全般の話題を中心に音楽をかけていくという番組で、FM AICHIでは1969年の開局以来初めて、地元の球団も含めたスポーツ情報番組を取り扱うことになった。在名のFM局で見ても、本格的なスポーツ情報番組は初めての試みだった。
パーソナリティは同局でアナウンサーをしている東條裕で、自身も『ビジネス情報 リアルタイム・ナウ!』以来20年ぶりの生ワイド番組復帰だった。